# Нарусе
Нарусе (яп. 鳴瀬川 нарусэгава) — река в Японии на острове Хонсю. Протекает по территории префектуры Мияги.
Исток реки находится под горой Фунагата (船形山, высотой 1500 м), на границе префектур Мияги и Ямагата. После того, как в Нарусе впадают Тагава (田川) и Ханакава (花川), она протекает через район Фурукава города Осаки, где в неё впадает канал Синъэай (新江合川). Далее река протекает через равнину Осаки и через город Хигасимацусима и, объединившись с рекой Йосида (吉田川), впадает в залив Исиномаки Тихого океана.
Длина реки составляет 89 км, на территории её бассейна (1130 км²) проживает около 180 тыс. человек. Согласно японской классификации, Нарусе является рекой первого класса.
Около 73 % бассейна реки занимает природная растительность, около 22 % — сельскохозяйственные земли, около 5 % застроено.
Уклон реки в верховьях составляет около 1/100-1/500, в низовьях — 1/2500-1/5000. Среднегодовая норма осадков в верховьях реки составляет около 2000 мм в год, а в низовьях около 1000—1200 мм в год.
В XX и XXI веках крупнейшие наводнения происходили в 1910, 1947, 1948 и 2015 годах. Во время наводнения 1910 года 26 человек погибло и 17 пропало без вести, 131 дом был разрушен и 442 полностью затоплено. В 2015 году было полностью затоплено 442 дома.